# Brigitte Skay
Brigitte Skay, nata Brigitte Johanna Riedle (Mannheim, 18 luglio 1940 – Weinheim, 19 novembre 2012) è stata un'attrice tedesca.

## Biografia
Brigitte Skay è stata un'attrice tedesca che ha lavorato soprattutto in Italia negli anni settanta. Cantò anche, pubblicando nel 1971 il singolo Weil ich so sexy bin. Muore nel 2012 a 72 anni in seguito a una malattia oncologica.

## Filmografia parziale
- Il mandrillo (Bengelchen liebt kreuz und quer), regia di Marran Gosov (1968)
- Sexy Baby (Unruhige Töchter), regia di Hansjörg Amon (1968)
- Zeta uno, regia di Michael Cort (1969)
- Le 10 meraviglie dell'amore, regia di Sergio Bergonzelli (1969)
- Isabella duchessa dei diavoli, regia di Bruno Corbucci (1969)
- Quando suona la campana, regia di Luigi Batzella (1970)
- L'interrogatorio, regia di Vittorio De Sisti (1970)
- Morte sul Tamigi (Die Tote aus der Themse), regia di Harald Philipp (1971)
- Reazione a catena, regia di Mario Bava (1971)
- Homo Eroticus, regia di Marco Vicario (1971)
- Quante volte... quella notte, regia di Mario Bava (1972)
- Tutti fratelli nel west... per parte di padre, regia di Sergio Grieco (1972)
- Studio legale per una rapina, regia di Tanio Boccia (1973)
- Viaggia, ragazza, viaggia, hai la musica nelle vene, regia di Pasquale Squitieri (1974)
- Lo strano ricatto di una ragazza per bene, regia di Luigi Batzella (1974)
- Scusi Eminenza... posso sposarmi?, regia di Salvatore Bugnatelli (1975)
- San Babila ore 20: un delitto inutile, regia di Carlo Lizzani (1976)
- La bestia in calore, regia di Luigi Batzella (1977)